# Onosma beyazoglui
Onosma beyazoglui är en strävbladig växtart som beskrevs av Kandemir, Türkmen. Onosma beyazoglui ingår i släktet Onosma och familjen strävbladiga växter. Inga underarter finns listade i Catalogue of Life.